# Cixius nielsoni
Cixius nielsoni är en insektsart som beskrevs av Kramer 1981. Cixius nielsoni ingår i släktet Cixius och familjen kilstritar. Inga underarter finns listade i Catalogue of Life.